# Rampylla lophotalis
Rampylla lophotalis är en fjärilsart som beskrevs av Heinrich 1956. Rampylla lophotalis ingår i släktet Rampylla och familjen mott. Inga underarter finns listade i Catalogue of Life.